# Trichostomum minutissimum
Trichostomum minutissimum är en bladmossart som beskrevs av Kyuichi Sakurai 1943. Trichostomum minutissimum ingår i släktet lansettmossor, och familjen Pottiaceae. Inga underarter finns listade i Catalogue of Life.